# Slaget vid Nilen
Slaget vid Nilen, även känt som slaget vid Abukirbukten (franska: Bataille d'Aboukir; egyptisk arabiska: معركة أبي قير البحرية), var ett sjöslag utanför Abukir i Egypten, då en fransk flottstyrka anfölls och tillintetgjordes av en brittisk eskader under amiral Horatio Nelson.
Slaget utspelade sig under kvällen 1 augusti och under morgonen 2 augusti 1798. De franska fartygen, 13 linjeskepp och 4 fregatter, låg för ankar i Abukirbukten. De brittiska eskadern delade upp sig så att hälften av fartygen gick mellan stranden och de franska fartygen medan den andra halvan attackerade från havssidan varvid fienden utsattes för eldgivning från två håll samtidigt. Den franske amiralen François-Paul de Brueys d’Aigalliers avled i striden då han blev träffad av en kanonkula på flaggskeppet L’Orient. Nelsons seger blev fullständig. Av de franska fartygen undkom endast 2 linjeskepp och 2 fregatter.
Sjöslaget medförde att Napoleon Bonapartes franska expedition i Egypten fick sina förbindelser med hemlandet avskurna. Det tillförsäkrade dessutom britterna herraväldet i Medelhavet.